# Jakob Carpov
Jakob Carpov (né le 29 septembre 1699 à Goslar, mort le 9 juin 1768 à Weimar) est un philosophe allemand.

## Biographie
Jakob Carpov était le fils d'un directeur adjoint d'un établissement scolaire. En 1721, il entreprend des études de philosophie à Halle auprès de Christian Wolff. Un an plus tard, il s'inscrit à l'université d'Iéna, où il obtient sa maîtrise et, à partir de 1725, donne des conférences sur la philosophie de Wolff. Avec Heinrich Köhler et Peter Reusch, Carpov défend l'apprentissage de Wolff dans les années qui suivent, même en dehors de la chaire. Plusieurs brochures attaquent le théologien Joachim Lange, porte-parole des Piétistes de Halle. À la suite d'un débat polémique sur la Bible de Wertheim et le wolffianisme, Carpov est critiqué en raison de la liaison avec sa gouvernante et amante Rosenhonin. Soutenu par les attaques de Lange, par les polémiques du théologien et scolastique Johann Franz Buddeus, et par les objections du philosophe Johann Jacob Syrbius, le Conseil universitaire d'Iéna statue en 1736 l'exclusion de Carpov. De plus en plus isolé philosophiquement, Carpov accepte une offre de la cour de Weimar en 1737. Dès lors, il enseigne jusqu'à la fin de sa vie en tant que recteur du gymnasium de Weimar. En 1742, Carpov devient professeur de mathématiques et en 1745 devient directeur du lycée de Weimar.
Carpov est membre de l'Académie des sciences de Berlin. Il communique avec des savants tels que Johann Peter Süßmilch ou Gottfried Wilhelm Leibniz. En tant que disciple de Wolff, Carpov représente la méthode démonstrative, dont il élargit progressivement la portée pour inclure la théologie moderne.
L'ouvrage de Carpov Theologia revelata dogmatica, methodo scientifica adornata, publié en 1737, lui vaut d'être mis à l’Index librorum prohibitorum le 3 décembre 1754.